# Rehabilitering
Rehabilitering är ett begrepp inom sjukvård och socialvård (se även rehabilitering inom kriminalvården). Syftet med rehabilitering är att hitta ett optimalt sätt för en person att kunna återvända till dagligt liv och återfå en rimlig hälsa efter, till exempel, fysiologisk eller mental sjukdom som lett till funktionsnedsättning. I de fall skadan inte läker eller resulterar i långvarig funktionsnedsättning krävs rehabiliterande insatser för att underlätta ett normalt fungerande liv. 

## Kategorier
Rehabilitering kan delas in tre kategorier: medicinsk rehabilitering, social rehabilitering och arbetslivsinriktad rehabilitering. De åtgärder som ingår i rehabiliteringen kan vara av arbetslivsinriktad, medicinsk, pedagogisk, psykologisk, social och teknisk art. 
Medicinsk rehabilitering
Medicinsk rehabilitering består av en behandlingsplan som fokuserar på återhämtning efter en sjukdom eller skada. . 
Inom sjukvården kan det till exempel gälla att försöka återställa vissa funktioner, såsom tal och gång, som skadats efter en stroke. Det fokuseras på möjligheter och inte begränsningar. Som komplement till behandling av det skadade arbetar man även på att förstärka det som är friskt. Vid behandling är individen ett objekt som behandlas. Vid rehabilitering är individen ett subjekt som tar eget ansvar för en hälsobefrämjande process. Yrkesgrupper som ofta förekommer inom den medicinska rehabiliteringen är audionom, sjukgymnast, arbetsterapeut, logoped, kurator och psykolog.
Under 2025 upphör Region Stockholm med det så kallade Vårdvalet gällande Specialiserad rehabilitering vid långvarig smärta och utmattningssyndrom.
Social rehabilitering
Social rehabilitering kan hänvisa till personer med psykiska störningar.  
Arbetslivsinriktad rehabilitering
Arbetslivsinriktad eller yrkesinriktad rehabilitering hänvisar till vad som krävs för någon med ett hälsoproblem att kunna återgå till sitt arbete.

## Uppföljning
NRS (Nationella registret över smärtrehabilitering) är ett kvalitetsregister för insamling av data, för beskrivning av patienter i behov av smärtrehabilitering, såsom exempelvis för att följa upp effekter
av så kallad Multimodal rehabilitering (MMR).
Ackreditering av rehabilitering kan ske via den ideella organisationen CARF (The Commission on Accreditation of Rehabilitation Facilities).

## Effekter av insatser
I fråga om arbetslivsinriktad rehabilitering har en systematisk litteraturöversikt, som har kommenterats av SBU, visat att personer med psykisk funktionsnedsättning troligen har större chans att få anställning på den öppna arbetsmarknaden med hjälp av individanpassat stöd till arbete (IPS) än med vanlig arbetsrehabilitering. 